# Centre Alemany de l'Emigració
El Centre Alemany de l'Emigració de Bremerhaven es troba en el moll New Harbor, el qual fou obert el 1852 i per on fins al 1890 hi passaren gairebé 1,2 milions de persones que es dirigien a les Amèriques. Si tenim en compte els molls que hi havia al costat, uns 7,2 milions d'emmigrants partiren d'Alemanya des de Bermerhaven.Després d'un període aproximat d'uns vint anys treballant per la seva fundació, el Centre va obrir les portes finalment el 5 d'agost de 2005. Conté una biblioteca de 2.000 llibres sobre la emmigració i una col·lecció en creixement que inclou biografies, imatges, documents i objectes diversos.Ha estat distingit com a millor Museu Europeu de l'any 2007.
Entre 1821 i 1914 un total de 44 milions d'europeus deixaren la seva terra. El segle xix va ser un segle de forts canvis socials a Alemanya (la transició d'una societat agrícola a una d'industrial, creixement demogràfic, atur, desigualtats, etc.) i bona part de la població marxà als Estats Units, Canadà, Sud-amèrica i Austràlia cercant feina, terres, un sou i menjar. Ja en el segle xx, el moviment migratori es va mantenir, assolint els nivells més elevats durant el període de la República de Weimar als anys 20 per causes econòmiques, i després de la Segona Guerra Mundial molts emigrants eren refugiats, desplaçats, sense sostre, etc.